# ルース・カルドーゾ

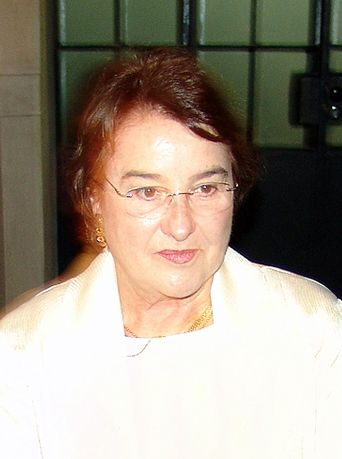
ルース・カルドーゾ

ルース・カルドーゾ（Ruth Vilaça Correia Leite Cardoso、1930年9月19日 - 2008年6月24日）は、ブラジルの人類学者。
サンパウロ州アララクアラ生まれ。第34代ブラジル大統領フェルナンド・エンリケ・カルドーゾの夫人であった（1995年-2003年）。サンパウロ大学から人類学の学術博士を授与されている。
カルドーゾはラテンアメリカ社会科学研究所の教授・研究者として、チリ大学、カリフォルニア大学バークレー校、コロンビア大学で教鞭を執った。
カルドーゾは強い胸痛のためサンパウロ市内の病院に入院していたが、2008年6月24日に死去した。